# Cristóbal Cobo
Juan Cristóbal Cobo Romani (Santiago de Chile, 19 de marzo de 1976) es un investigador y especialista en tecnologías nuevas y educacionales, que ha trabajado en proyectos en Sudamérica, Norteamérica y Europa. Actualmente es especialista sénior en políticas de educación y tecnología para el Banco Mundial. Previamente fue académico e investigador asociado en el Instituto de Internet de Oxford, y asociado en el Centro de Habilidades, Conocimientos y Desempeño Organizacional, parte de la Universidad de Oxford. Su principal aportación teórica es el concepto de "aprendizaje invisible", promoviendo la idea de que el aprendizaje debe ser el resultado de la acción y la interacción, en lugar de a través de la instrucción. El trabajo de Cobo en defensa de la publicación científica de acceso abierto ha sido destacado en Europa y también en América Latina.

## Biografía y educación
Nació y se crio en Santiago, Chile. Obtuvo su licenciatura en periodismo en 1999 de la Universidad Diego Portales. Luego pasó a ganar su maestría (2003) y doctorado (2005) en la Universidad Autónoma de Barcelona. Entre 2014 y 2019 fue director del Centro de Estudios Fundación Ceibal periodo en el que residía en Montevideo, Uruguay. Actualmente es especialista sénior en políticas de educación y tecnología para el Banco Mundial en Washington D. C.

## Carrera
Es profesor e investigador en la comunicación, las nuevas tecnologías y tecnologías de la educación. Comenzó su carrera en 2005 como profesor y director de comunicación, así como editor de la plataforma educativa en el Facultad Latinoamericana de Ciencias Sociales (FLACSO) en México, trabajando allí desde 2005 hasta 2010. Durante este tiempo, también impartió clases en las comunicaciones en Universidad Nacional Autónoma de México, Instituto Tecnológico y de Estudios Superiores de Monterrey y fue profesor e investigador de la Universidad de Colima.
También ha trabajado en diversos proyectos de educación en las Américas, en colaboración con la Universidad de Minnesota, la Universidad de Toronto, el Telefónica Fundación en Argentina y México y Burson-Marsteller en Chile, como además de actuar como consultor para los programas nacionales de educación en México, Chile, Ecuador, Perú y Argentina.
En 2009, recibió una beca de la Universidad de Oxford para la política de investigación pública europea con respecto a las competencias digitales, convirtiéndose en un asiduo visitante en el Centro de Habilidades, Conocimientos y Organizacional Rendimiento (SKOPE) en la institución. Se convirtió en un investigador de tiempo completo en el Instituto de Internet de Oxford en 2010, centrándose en el desarrollo de proyectos integrados e interdisciplinarios relacionados con el Internet.
También ha trabajado en otros proyectos en Europa, como el proyecto KNetwork, se centró en la creación de redes en ambos lados de la Océano Atlántico, los Servicios Socioeconómicas para proyecto europeo de investigación, y la plataforma en línea académica Ciencia de Internet para el Séptimo Programa Marco de la Comisión Europea Entre 2011 y 2014 se coordina actualmente la división de investigación del proyecto OPORTUNIDAD, an open education resource initiative supported by ALFA III.
En 2010, fue nombrado miembro del Consejo Asesor del Informe Horizonte Iberoamérica, parte de la Televisión interactiva, y es miembro del Consejo de los Recursos Educativos Abiertos Globales (REA) Licenciado Red y en el 'Educación Abierta 2030 "pensión (coordinado por el Instituto de Prospectiva parte Estudios Tecnológicos del Centro de Investigación conjunta de la Comisión Europea). Durante 2014 fue profesor visitante en estudios sobre Acceso Abierto para el Institute for Cultural Studies en la Universidad Católica de Lovaina, de Bélgica.
Ha impartido conferencias en toda América Latina, así como los Estados Unidos, Inglaterra, Holanda, España, Portugal y China. Actualmente Cristóbal Cobo es miembro de la red de investigación Digitally Connected (UNICEF y Berkman Center de la Universidad de Harvard).

## Líneas de investigación y publicaciones
Sus intereses de investigación incluyen la transferencia de conocimiento, autoaprendizaje, la conciencia digital, habilidades para la innovación, el aprendizaje informal, los trabajadores del conocimiento, la inteligencia colectiva, el futuro del trabajo, la interacción persona-ordenador. Con John Moravec es coautor del libro "Aprendizaje Invisible: Hacia una nueva ecología de la educación", publicado por la Universidad de Barcelona; En 2009 publicó 'Arquitectura de la información, usabilidad e Internet (2009). Anteriormente, en colaboración con Hugo Pardo, escribió uno de los primeros libros sobre la Web 2.0 en español. Cobo también ha trabajado como evaluador de las políticas nacionales sobre la educación y la tecnología, tales como Enciclomedia en la Secretaría de Educación Pública (México).

## Ideas
Con énfasis en la necesidad de que el contenido abierto y el conocimiento abierto, Cobo ha promovido las ideas que la educación debe ser un proceso continuo y flexible a las necesidades cambiantes. Creía que debería haber un balance entre cara-a-cara y entornos virtuales de aprendizaje y para mezclarlos para complementarse entre sí, y ha criticado el uso de la tecnología en la educación en la actualidad como contradictoria y confusa, con demasiada promoción de los productos por parte de empresas no necesariamente se centraron en la mejora de la educación.
Su principal contribución a la teoría de la educación es el concepto de "aprendizaje invisible", la idea de que la mayor parte de lo que la gente aprende viene de hacer cosas nuevas, en vez de a través de la instrucción explícita. Él promueve el "aprendizaje invisible" no como una teoría sino como un Metateoría con el objetivo de incorporar ideas y perspectivas diferentes y como un "trabajo en progreso."  Se está muy influenciada por la noción y valores de código abierto en el sentido de que debe ser desarrollado en colaboración. La idea es convertir el aula en un laboratorio, incubadora o más alto en vez de un lugar de monólogos. Calificado por el diario Clarín en el 2016, como uno de los "referentes en materia de innovación y aprendizaje del mundo". y por Infobae como conferencista en más de 30 países y "referente global en educación".

## Obras
- Cobo, Cristóbal; Pardo, Hugo (2007). Planeta Web 2.0. Inteligencia colectiva o medios fast food. Barcelona: Transmedia XXI. ISBN 978-84-934995-8-7.

- Cobo, Cristóbal; Moravec, John (2011). Aprendizaje Invisible. Hacia una nueva ecología de la educación.. ISBN 978-84-475-3517-0. Archivado desde el original el 19 de diciembre de 2009. Consultado el 29 de septiembre de 2014.

- Cobo, Cristóbal (2016). La Innovación Pendiente. Reflexiones (y Provocaciones)sobre educación, tecnología y conocimiento.. Montevideo: Sudamericana Uruguaya. ISBN 978-9974-741-10-2. Centro de Estudios Fundación Ceibal

- Cobo, Cristóbal (2019). Acepto las Condiciones: Usos y abusos de las tecnologías digitales. Madrid: Fundación Santillana. ISBN 978-84-680-5430-8.